# Samokov
Samokov (bulharsky Самоков) je město v Bulharsku. Nachází se 55 kilometrů jihovýchodně od Sofie na řece Iskăr, žije v něm okolo 27 tisíc obyvatel a je správním střediskem obštiny Samokov v rámci Sofijské oblasti.

## Poloha
Město leží v kotlině mezi pohořími Rila a Vitoša v nadmořské výšce okolo 950 metrů na horním toku řeky Iskăr.

## Historie
Město bylo založeno ve 14. století v rámci saské kolonizace blízko významného bulharského města Šišmanovo kale. Jeho ekonomika spočívala v těžbě a zpracování železné rudy, název dostalo od hamru, který „sám koval“. Po osmanském vpádu význam města vzrostl, protože Šišmanovo kale bylo Turky vypáleno a zničeno, v důsledku čehož se sem přemístilo sídlo eparchie. V roce 1531 zapsal francouzský diplomat Philippe de La Canaye du Fresnes, že jde o velké město, kde se vyrábí kvalitní železo na kotvy a výrobky. V té době bylo město také známo díky tradiční vysoké úrovni uměleckých řemesel.
V 19. století zde žil malíř Zacharij Zograf. V roce 1845 byla postavena mešita Bajrakli džamija, která je významnou architektonickou památkou. Průmyslový charakter si město udrželo – od roku 1856 zde fungovala sklárna a od roku 1866 lihovar. S hospodářskou prosperitou přišel u kulturní rozvoj – škola byla zřízena v roce 1861 a později i knihovna, kterou založili zdejší učitelé. Američtí misionáři, kteří město navštívili v roce 1859 zde zaznamenali 15 tisíc obyvatel, z toho ⅔ Bulharů.
Město bylo osvobozeno během rusko-turecké války 11. ledna 1878 a bylo jedno z prvních, kde si zvolili městskou radu a starostu ještě před zřízením Bulharského knížectví. Ve 20. století zdejší průmysl nadále rostl, zprvu textilní, později lehký strojírenský následován stavebním. V roce 2001 zde bylo registrováno 3 136 firem.

## Obyvatelstvo
Ve městě žije 29 375 stálých obyvatel a je zde trvale hlášeno 25 791 obyvatel. Podle sčítání 1. února 2011 bylo národnostní složení následující:
- Bulhaři: 19 530 (77.0 %)
- Romové: 4 678 (18.5 %)
- Turci: 62 (0.2 %)
- ostatní: 1 078 (4.3 %)

## Hospodářství
Samokov je hlavním bulharským producentem brambor.

## Sport
Spolu s nedalekým Borovcem je střediskem zimních sportů, nachází se zde skokanský můstek Černijat kos. V Samokovu sídlí fotbalový klub FC Rilski Sportist.